# Sencelles
Sencelles és una vila i municipi del Pla de Mallorca. Limita amb els termes de Santa Eugènia, Consell, Binissalem, Inca, Costitx, Lloret de Vistalegre i Algaida.
El terme de Sencelles conté diversos nuclis tradicionals: Biniali, Cascanar, Jornets, Laiar i Ruberts.

## Població
| Entitat de població | Habitants (2024) |
| Sencelles           | 3.675            |
| Biniali             | 263              |
| Ruberts             | 25               |
| Jornets             | 19               |
| Cascanar            | 2                |
| Sonarossa           | 0                |
| Font: INE           |                  |

La població de dret de Sencelles ha variat significativament al llarg del temps. Durant la segona meitat del segle xix, es mantenia al voltant de 3.000 habitants. Al segle xx, el municipi va patir un fort descens, especialment durant les dècades de 1930 a 1970, atribuït a l'èxode rural i la crisi agrícola. Entre 1980 i 1990 arribà a un mínim històric al voltant de 1.600 habitants. Malgrat tot, assoleix un creixement notable a inicis del segle xxi, quan la població va començar a recuperar-se, impulsada per l'establiment de segones residències i l'arribada de nous habitants.
Els llinatges més comuns són Llabrés, Ramis, Cirer, Arrom i Oliver.

## Història
Sencelles presenta una història que es remunta a l'època talaiòtica, evidenciada per restes arqueològiques com el talaiot de Son Fred, els de Binifat, els dos de Cascanar i la cova de Camp de Bisbe. Actualment els ajuntaments de Sencelles i Costitx han establert la Ruta Arqueològica Sencelles-Costitx per tal de donar a conèixer aquest patrimoni històric.
Durant la dominació musulmana, el territori formava part del districte de Qanarûsha, que incloïa les actuals localitats de Binissalem, Alaró, Santa Maria del Camí, Santa Eugènia, Costitx i Lloseta. Aquest topònim, que es manté al Llibre dels fets, ha perdurat en el llogaret de So na Rossa, també conegut com Sonarrossa, situat al municipi.
Després de la conquesta de Mallorca per Jaume I el 1229, aquestes terres foren assignades al vescomte de Bearn. Inicialment, la parròquia del terme de Qanarûsha estava situada a Costitx, però el 1238 la seu es traslladà a Sencelles. Segons una butlla papal d'Innocenci IV de 1248, ja existia una església dedicada a Sant Pere a Sencelles, evidenciant la consolidació del cristianisme al territori després de la conquesta.
El 1309, amb la reorganització territorial impulsada per Jaume II, Sencelles incorporà les alqueries de Biniali, Costitx, Cascanar i altres nuclis propers. A finals del segle xvi, Biniali ja havia esdevingut una petita població.
La Constitució de Cadis de 1812 va establir un nou model de govern municipal que va permetre a Costitx separar-se administrativament de Sencelles. Tanmateix, l'abolició d'aquesta dos anys després va fer que Costitx tornàs a quedar subordinada a Sencelles. Durant el Trienni Liberal (1820-1823), un altre cop es segregà i finalment, la Reial Ordre del 4 de febrer de 1858 va suposar la independència dels dos municipis.
A partir de segle xviii es consolidà el conreu de vinya, però la plaga de la fil·loxera de 1891 la devastà i s'hagué d'arrabassar, afectant greument l'economia local i provocant que petits llogarets vinculats al conreu d'aquesta, com Biniali, es veiessin molt afectats. Actualment, llogarets com Ruberts, Jornets, Judí, Cascanar i Laiar han experimentat una certa revitalització amb l'establiment de segones residències.
Sencelles és també coneguda per ser el lloc de naixement, vida i mort de la beata Sor Francinaina Cirer i Carbonell, una figura destacada en la història religiosa de Mallorca.

## Festes
A principis d'any, se celebra el dissabte de Santa Àgueda, patrona del municipi, amb un fogueró i un correfoc, seguits d'una missa el diumenge en honor seu. El 27 de febrer, es realitza un homenatge a la Beata Francinaina Cirer omplint la seva estàtua a la plaça de l'església amb flors.
El tercer diumenge de maig té lloc la fira anual. El 29 de juny se celebra Sant Pere, que inclou una missa. Les festes d'estiu finalitzen amb les celebracions de la Mare de Déu d’Agost, que inclouen les tradicionals revetles i l'"embala't", una activitat que combina una guerra de palla i aigua.